# Teungoh Pirak
Teungoh Pirak is een bestuurslaag in het regentschap Aceh Utara van de provincie Atjeh, Indonesië. Teungoh Pirak telt 196 inwoners (volkstelling 2010).